# Ân Thi
Ân Thi là huyện cũ từng nằm ở phía đông của tỉnh Hưng Yên, Việt Nam.

## Địa lý
Huyện Ân Thi nằm ở phía đông của tỉnh Hưng Yên, tỉnh nằm ở trung tâm đồng bằng Bắc Bộ, cách thành phố Hưng Yên khoảng 22 km về phía đông, cách trung tâm thủ đô Hà Nội khoảng 48 km, có vị trí địa lý:
- Phía đông giáp huyện Bình Giang và huyện Thanh Miện thuộc tỉnh Hải Dương
- Phía tây giáp huyện Kim Động và huyện Khoái Châu
- Phía nam giáp huyện Tiên Lữ và huyện Phù Cừ
- Phía bắc giáp thị xã Mỹ Hào và huyện Yên Mỹ với ranh giới tự nhiên là sông Bắc Hưng Hải.

Huyện Ân Thi có diện tích là 129,98 km², dân số năm 2020 là 135.075 người, mật độ dân số đạt 1.039 người/km².

## Hành chính
Huyện Ân Thi có 21 đơn vị hành chính cấp xã trực thuộc, bao gồm thị trấn Ân Thi (huyện lỵ) và 17 xã: Bắc Sơn, Bãi Sậy, Cẩm Ninh, Đa Lộc, Đặng Lễ, Đào Dương, Hạ Lễ, Hồ Tùng Mậu, Hoàng Hoa Thám, Hồng Quang, Nguyễn Trãi, Phù Ủng, Quảng Lãng, Quang Vinh, Tiền Phong, Vân Du, Xuân Trúc.

## Lịch sử
Ân Thi thời Hùng Vương thuộc bộ Dương Tuyền. Sau là huyện Thiên Thi thuộc lộ Khoái Châu xứ Sơn Nam rồi Sơn Nam Thượng.
Trước kia, dọc đường 38 địa phận xã Tân Phúc có dấu vết Thánh Gióng đánh giặc Ân trong truyền thuyết là các ao nhỏ (vết chân ngựa) và những bụi tre ngà (vũ khí) liên tiếp trên cánh đồng.
Năm Minh Mạng thứ 12 (1831), tỉnh Hưng Yên được thành lập, Thiên Thi trở thành một huyện của tỉnh Hưng Yên.
Năm Tự Đức thứ 15 (1862), đổi tên các huyện để tránh chữ Thiên thuộc diện các chữ tôn kính, chẳng hạn như huyện Thiên Bản đổi thành Vụ Bản (nay thuộc Nam Định), huyện Thiên Lộc đổi thành Can Lộc (nay thuộc Hà Tĩnh), vua ra lệnh đổi huyện Thiên Thi thành huyện Ân Thi.
Ngày 25 tháng 2 năm 1890, Toàn quyền Đông Dương ra Nghị định thành lập đạo Bãi Sậy và một số xã của huyện Ân Thi được cắt sang đạo Bãi Sậy.
Năm 1891, bãi bỏ đạo Bãi Sậy, trả lại các xã đã cắt sang về huyện Ân Thi.
Ngày 27 tháng 1 năm 1968, Quốc hội ban hành Nghị quyết về việc tỉnh Hải Dương và tỉnh Hưng Yên hợp nhất thành tỉnh Hải Hưng và huyện Ân Thi thuộc tỉnh Hải Hưng.
Năm 1979, Chính phủ ban hành Quyết định 70-CP về việc hợp nhất huyện Kim Động và huyện Ân Thi thành một huyện lấy tên là huyện Kim Thi.
Ngày 4 tháng 1 năm 1982, Hội đồng Bộ trưởng ban hành Quyết định 02-HĐBT về việc sáp nhập các xã Hiến Nam và Lam Sơn của huyện Kim Thi vào thị xã Hưng Yên quản lý.
Ngày 23 tháng 3 năm 1996, Chính phủ ban hành các Nghị định 05-CP, 17-CP về việc:
- Chia huyện Kim Thi thành hai huyện Kim Động và Ân Thi. Huyện Ân Thi có diện tích tự nhiên 12.498,23 hécta và 124.714 nhân khẩu, gồm 21 xã
- Thành lập thị trấn Ân Thi trên cơ sở xã Thổ Hoàng cũ và một phần xã Đăng Lễ, Hoàng Hoa Thám, Quảng Lăng.

Ngày 6 tháng 11 năm 1996, Quốc hội ban hành Nghị quyết  về việc chia tỉnh Hải Hưng thành 2 tỉnh Hải Dương và Hưng Yên và huyện Ân Thi thuộc tỉnh Hưng Yên.
Ngày 24 tháng 10 năm 2024, Ủy ban Thường vụ Quốc hội ban hành Nghị quyết số 1248/NQ-UBTVQH15 về việc sắp xếp đơn vị hành chính cấp xã của tỉnh Hưng Yên giai đoạn 2023–2025 (nghị quyết có hiệu lực từ ngày 1 tháng 12 năm 2024). Theo đó:
- Sáp nhập xã Văn Nhuệ vào xã Đa Lộc
- Sáp nhập xã Tân Phúc vào xã Quang Vinh
- Sáp nhập xã Hồng Vân vào xã Hồng Quang.

Từ đó, huyện Ân Thi có 1 thị trấn và 17 xã cho đến nay.

## Kinh tế - xã hội
Ân Thi là một huyện đồng bằng thuần nông, chuyên canh lúa nước, dân trí tương đối cao, dân cư chủ yếu là dân tộc Kinh, chủ yếu theo đạo Phật, đạo Mẫu (số ít theo Thiên chúa giáo).

### Làng nghề
Là một huyện chậm phát triển của Hưng Yên, phía Đông Nam của tỉnh. Nhóm nghề dịch vụ, kinh doanh bình quân trên số hộ thấp nhất tỉnh, thấp hơn cả những huyện phía dưới như Tiên Lữ, Kim Động, Phù Cừ. Ân Thi tuy có ít làng nghề hơn các huyện phía tây và phía bắc tỉnh nhưng Ân Thi lại có một số làng nghề mang nét đặc trưng:
- Làng nghề chạm bạc Huệ Lai (Phù Ủng)
- Nghề làm nón Mão Cầu (Hồ Tùng Mậu)
- Nghề làm bánh đa Trà Phương (Hồng Quang).

## Văn hóa
Trên địa bàn huyện có nhiều di tích văn hóa, lịch sử như:
- Đền thờ Đế Thích ở Cẩm Ninh
- Đền thờ Đạo Đức Thiên Tôn ở Hồng Quang
- Đền thờ Thừa tướng Lữ Gia, tướng Lang Công, Cao Biền, Tả Ao ở Nam Trì (Đặng Lễ)
- Đền thờ Phạm Ngũ Lão ở Phù Ủng.

## Giao thông
Trên địa bàn huyện có 3 quốc lộ đi qua, gồm: quốc lộ 38, đường cao tốc Hà Nội - Hải Phòng (hoàn thành năm 2015) và quốc lộ 39 mới (dự án).
Đường quốc lộ 38 chạy theo hướng Đông Bắc - Tây Nam, từ thị trấn Kẻ Sặt huyện Bình Giang, cắt ngang huyện, qua thị trấn Ân Thi, sang nối với đường quốc lộ 39 ở Kim Động.

## Danh nhân
Là một địa phương có truyền thống hiếu học, huyện Ân Thi thời phong kiến đã có nhiều vị nổi danh khoa bảng. Sau đây là danh sách các vị đỗ đại khoa của huyện Ân Thi được ghi lại tại Văn miếu Xích Đằng, Hưng Yên:
| 1. Nguyễn Trung Ngạn, người Thổ Hoàng, đỗ Hoàng giáp, năm 1304. 2. Đặng Tuyên, người xã Tiền Phong, đỗ Hoàng giáp năm 1448. 3. Cáp Phùng, người xã Thổ Hoàng, đỗ tiến sĩ năm 1463. 4. Vũ Tín Biểu, người xã Tiền Phong, đỗ Tiến sĩ năm 1478. 5. Nguyễn Lệ, người xã Quảng Lãng, đỗ Hoàng giáp năm 1487. 6. Nguyễn Thuần Hỗ, người Hồng Quang, đỗ Hoàng giáp năm 1487. 7. Nguyễn Châu Chu (Nguyễn Thù), người xã Quảng Lãng, đỗ Tiến sĩ năm 1487. 8. Nguyễn Văn Bính, người xã Thổ Hoàng, đỗ Tiến sĩ năm 1505, 9. Nguyễn Kiều, người xã Quảng Lãng, đỗ Tiến sĩ năm 1511. 10. Nguyễn Chấn Chi, người Thổ Hoàng, đỗ Hoàng giáp năm 1518. 11. Vũ Đàn, người xã Thổ Hoàng, đỗ Tiến sĩ năm 1526. 12. Vũ Xuân Hiền, người Trạo Thôn, đỗ tiễn sĩ năm 1533 13. Đinh Tú, người thôn Nam Trì xã Đặng Lễ, đỗ Tiến sĩ năm 1544. 14. Hoàng Tuân, người xã Thổ Hoàng, đỗ Bảng nhãn năm 1553. 15. Nguyễn Đức Trân, người xã Thổ Hoàng, đỗ Tiến sĩ năm 1562. 16. Đặng Cơ, người xã Quảng Lãng, đỗ Tiến sĩ năm 1556. 17. Hoàng Chân Nam, người xã Thổ Hoàng, đỗ Tiến sĩ năm 1571. 18. Hoàng Công Sân, người xã Thổ Hoàng, đỗ Tiến sĩ năm 1670. 19. Hoàng Công Bảo, người xã Thổ hoàng, đỗ Tiến sĩ năm 1710. 20. Vũ Công Thắng, người xã Thổ Hoàng, đỗ Tiến sĩ năm 1867. 21. Vũ Trác Oánh, người xã Thổ Hoàng, đỗ Tiến sĩ năm 1556. 22. Hoàng Bình Chính, người xã Thổ Hoàng, đỗ Tiến sĩ năm 1775. 23. Ngô Văn phòng, người xã Quang Vinh, đỗ Hoàng giáp năm 1484. 24. Lương Quý, người xã Tân Phúc, đỗ Hoàng giáp năm 1532. 25. Lương Đức Mậu, người xã Tân Phúc, đỗ Tiến sĩ năm 1511. 26. Ngô Mậu Du, người xã Tân Phúc, đỗ Tiến sĩ năm 1565. 27. Nguyễn Độ, người xã Tân Phúc, đỗ Tiến sĩ năm 1518. 28. Ngô Văn Chính, người xã Tân Phúc, đỗ Tiến sĩ năm 1637. 29. Ngô Mậu Đôn, người xã Tân Phúc, đỗ Tiến sĩ năm 1523. 30. Phạm Quang Chiếu, người Bãi Sậy, đỗ Hoàng giáp năm 1676. 31. Đỗ Thạnh, người xã Tân Phúc, đỗ Tiến sĩ năm 1661. 32. Lương Giản, người xã Tân Phúc, đỗ Tiến sĩ năm 1526. 33. Vũ Vinh Tiến, người xã Phù Ủng, đỗ Tiến sĩ năm 1640. 34. Đào Duy Điển, người xã Bãi Sậy, đỗ Tiến sĩ năm 1757. 35. Nguyễn Thạnh, người xã Tân Phúc, đỗ Tiến sĩ đời Lê. 36. Phan Trứ, người xã Phù ủng, đỗ Hoàng giáp năm 1832. 37. Nguyễn Kinh Học, người xã Bắc Sơn, đỗ tiến sĩ năm 1637 |

Thời nhà Trần có hai người nổi tiếng là Nguyễn Trung Ngạn và Phạm Ngũ Lão. Nguyễn Trung Ngạn là nhà chính trị, ngoại giao có tài, trải nhiều chức vụ từ chức Thông giám đến Tể tướng. Năm 1304, đỗ Hoàng giáp, cùng khoa với Mạc Đĩnh Chi, sống cùng thời với Trương Hán Siêu, Chu Văn An... Ông là ngoại giao xuất sắc, có vai trò quan trọng trong hai lần đi sứ nhà Nguyên, bảo đảm chủ quyền và độc lập dân tộc. Thuở nhỏ ông đã nổi tiếng là thần đồng và có năng khiếu văn chương.Ông còn là nhà văn, nhà thơ có tài. "Lịch triều hiến chương loại chí" Viết: "Lời thơ hào mại, phóng khoáng, có khí phách và cốt cách Đỗ Lăng (tức Đỗ Phủ). Những câu thơ hay nhiều không kể xiết. Thơ tứ tuyệt lại càng hay, không kém gì thơ thời thịnh Đường". Tác phẩm của ông có: Giới Hiên thi tập, Hình luật thư... Hiện còn 84 bài thơ trong Giới hiên thi tập.
Phạm Ngũ Lão vốn là gia tướng của Hưng Đạo Đại vương Trần Quốc Tuấn. Trần Quốc Tuấn coi ông như người bạn, phải bày mưu làm lễ đổi họ chuyển con gái ruột là quận chúa Anh Nguyên thành con nuôi rồi gả cho Phạm Ngũ Lão. Vị tướng tài đức này đã bốn lần mang quân đi tiễu phạt quân Ai Lao quấy nhiễu, hai lần đánh thắng quân Chiêm Thành. Ông là người văn võ toàn tài, trung thành, liêm khiết, được phong là Điện súy Thượng tướng quân và được thờ cùng với Trần Quốc Tuấn (Đức Thánh Trần).Ông đạt được đến cấp thượng tướng quân và sau khi mất được vua Trần nghỉ triều để tưởng nhớ. Nhắc đến danh tướng Phạm Ngũ Lão,một danh thần đã gói trong bốn chữ:văn võ toàn tài.
Hậu duệ của ông Tiến sĩ Đinh Tú kể trên là Quận công Đinh Văn Tả mà Sách Nam Hải dị nhân của Phan Kế Bính xếp Đinh Văn Tả là bậc mãnh tướng như Phạm Ngũ Lão. Ông làm quan nhà Lê Thần Tông và Lê Huyền Tông. có công giúp chúa Trịnh Tạc, Trịnh Căn dẹp loạn nội bộ nhà Trịnh, dẹp loạn Đông Hải, dẹp tan nhà Mạc nên được chúa Trịnh ưu đãi. Được phong Đô Tổng binh, Quận công, Đô đốc, rồi Thượng tể và ban cho 300 mẫu ruộng bổng lộc. Câu ngạn ngữ: "Đánh giặc họ Đinh làm quan họ Đặng" để chỉ công lao, tài giỏi của ông. Trong lịch sử Việt Nam, ông là người duy nhất được phong làm Phúc thần Thành hoàng Thượng đẳng Đại vương khi đang còn sống (gọi là sinh phong). Khi mất được vua Lê, chúa Trịnh đến viếng, cho Bộ Lễ hộ tang về quê, được an táng như bậc vương giả và được ban thụy hiệu là Vũ Dũng. Chúa Trịnh Căn tặng ông đôi câu đối: Tiết việt quyền long triều túc tướng - Phiên toàn trách trọng quốc nguyên huân. Con cháu đều làm tướng giỏi, được phong 18 đời làm Quận công.